# اسحاق جعفرزاده
اسحاق جعفرزاده (با نام کامل محمدرضا اغلو جعفرزاده (به لاتین: İshaq Məmmədrza oğlu Cəfərzadə، زاده: ۱۴ اوت ۱۸۹۵ گنجه - مرگ: ۵ ژانویه ۱۹۸۲ باکو) یکی از پیشگامان قوم‌نگاری باستان‌شناسی در جمهوری آذربایجان بود. وی بیش از هفتاد اثر دست‌ساخته در خاک جمهوری آذربایجان را حفاری کرد و پارک ملی قبوستان را مورد مطالعه قرار داد. در سال ۱۹۴۸ میلادی او در طول سفر خود به پارک ملی قبوستان، کتیبه‌های سنگی برجای‌مانده از دوران آلبانیای قفقاز در نزدیکی کوه بویوک‌داش در ۷۰ کیلومتری باکو کشف کرد. این آثار از شرقی‌ترین نواحی حکومت روم باستان است که اهمیت زیادی دارند کشف شده‌اند.

## یادداشت
1. ↑  Azerbaijan Soviet Encyclopedia (1987), vol. 10, pp. 430-431
2. ↑  "Qobustan - Petroglyphs and Mud Volcanoes> Qobustan National Reserve". Archived from the original on 2009-02-11. Retrieved 2009-09-05.

## آثار
- "Azərbaycanın qədim tarixi" ("تاریخ باستانی آذربایجان") ، آذرب. SSR EA Tarix و Fəlsəfə stitnstitutunun əsərləri ، ج. 1 ، ب ، 1961
- Историко-археологический очерк очерк старой Ганджи (Родина Низами) ( طرح تاریخی-باستان شناسی در گنجه قدیمی ) ، بریتانیا ، 1949
- گوبستان Наскальные изображения ( گوبوستان نقاشی های سنگ ) ، Б. ، 1973